# Kravari
Kravari este un sat din comuna Ulcinj, Muntenegru. Conform datelor de la recensământul din 2003, localitatea are 617 locuitori (la recensământul din 1991 erau 799 de locuitori).

## Demografie
În satul Kravari locuiesc 485 de persoane adulte, iar vârsta medie a populației este de 37,2 de ani (35,7 la bărbați și 38,9 la femei). În localitate sunt 139 de gospodării, iar numărul mediu de membri în gospodărie este de 4,44.
|  |

| Demografie | Demografie | Demografie |
| An         | Locuitori  | Locuitori  |
| ---------- | ---------- | ---------- |
|            |            |            |
|            |            |            |
|            |            |            |
|            |            |            |
| 1948       | 518        |            |
| 1953       | 561        |            |
| 1961       | 649        |            |
| 1971       | 626        |            |
| 1981       | 777        |            |
| 1991       | 799        | 710        |
| 2003       | 769        | 617        |

| \| Componența etnică conform recensământului din 2003[2] \| Componența etnică conform recensământului din 2003[2] \| Componența etnică conform recensământului din 2003[2] \| Componența etnică conform recensământului din 2003[2] \| Componența etnică conform recensământului din 2003[2] \| \| ----------------------------------------------------- \| ----------------------------------------------------- \| ----------------------------------------------------- \| ----------------------------------------------------- \| ----------------------------------------------------- \| \| \| \| \| \| \| \| Albanezi \| Albanezi \| \| 617 \| 100% \| \| necunoscută \| necunoscută \| \| 0 \| 0% \| |             |  |     |      |
| Componența etnică conform recensământului din 2003 |             |  |     |      |
| |             |  |     |      |
| Albanezi | Albanezi    |  | 617 | 100% |
| necunoscută | necunoscută |  | 0   | 0%   |